# Ferdinandovac
Ferdinandovac es un municipio de Croacia en el condado de Koprivnica-Križevci.

## Geografía
Se encuentra a una altitud de 111 m s. n. m. a 122 km de la capital nacional, Zagreb.

## Demografía
En el censo 2011, el total de población del municipio fue de 1 750 habitantes, distribuidos en las siguientes localidades:
- Brodić -  74
- Ferdinandovac - 1 676

| Gráfica de población de Ferdinandovac 1857-2011                     |
|                                                                     |
| Según los censos de población de la oficina estadística de Croacia. |